# Calamaria doederleini
Calamaria doederleini là một loài rắn trong họ Rắn nước. Loài này được Gough mô tả khoa học đầu tiên năm 1902.